# Droit indiano
 (mars 2025).
Si vous disposez d'ouvrages ou d'articles de référence ou si vous connaissez des sites web de qualité traitant du thème abordé ici, merci de compléter l'article en donnant les références utiles à sa vérifiabilité et en les liant à la section « Notes et références ».
Le droit indiano (en espagnol : Derecho indiano) est le droit colonial appliqué historiquement dans l'empire espagnol. C'était un droit tourné vers l'évangélisation. Il avait pour sources à la fois les ordres juridiques amérindiens, les lois créées spécialement par l'Espagne pour ses colonies, et le droit royal castillan, et le Conseil des Indes y jouait un rôle particulier. De 1492 à 1499, il n'y avait que les Capitulations de Santa Fe, puis il y eut une période de restructuration jusqu'en 1511, après laquelle furent faites notamment les Leyes Nuevas et le Requerimiento, et enfin il y eut la phase principale d'élaboration du droit de l'empire hispanique de  1568 à 1680 avec les Lois des Indes.
Les colonisateurs espagnols reconnaissaient dans une certaine mesures les nations et dirigeants amérindiens, mais justifiaient leurs conquêtes par le principe médiéval selon lequel le monde appartiendrait aux princes chrétiens.
Le système juridique colonial de l'empire espagnol reposait sur une hiérarchisation raciste, qui discriminait les unions entre personnes noires, amérindiennes et blanches et déconsidérait les personnes considérées comme métisses et les esclaves affranchis, obligés de s'habiller différemment des colons. Cependant, les mestizos étaient avantagés par rapport aux personnes classées comme inférieures: ainsi, ils avaient accès à l'enseignement primaire, alors que les amérindiens étaient censés obéir aux ordres de n'importe qui, sur le champ.
À Oaxaca, une forme de justice criminelle hybride entre droit catholique castillan et droit autochtone de langue zapotèque s'est créée.

## Institutions

### Commerce
Il y avait un monopole commercial espagnol (es) sur le commerce avec les colonies des Indes.

### Esclavage légal

#### Encomiendas
L′encomienda était un système proche du servage médiéval, qui a été utilisé dans les colonies de l'Empire espagnol pour récompenser les conquistadors par les bénéfices du travail forcé des peuples autochtones non chrétiens conquis.
L'encomienda a été établie pour la première fois en Espagne après la reconquête chrétienne des territoires maures (connue par les chrétiens sous le nom de Reconquista), et elle a été appliquée à plus grande échelle lors de la colonisation espagnole de l'Amérique et des Indes orientales espagnoles. Les peuples conquis étaient considérés comme des vassaux du monarque espagnol. La Couronne accordait une encomienda à un individu particulier. À l'époque de la conquête, au début du XVIe siècle, les concessions étaient considérées comme un monopole sur le travail de certains groupes de peuples indigènes, détenu à perpétuité par le détenteur de la concession, appelé « encomendero », colon ainsi récompensé de ses services par la monarchie espagnole ; dans la pratique, celui-ci disposait librement des terres des autochtones, bien qu'elles appartiennent toujours à la Couronne.  ; l'encomienda prenait alors la forme d'un regroupement, sur un territoire donné, d'autochtones « confiés » (« encomendados ») à l'« encomendero », c'est-à-dire obligés de travailler sans rétribution dans des mines, des champs ou sur des chantiers de construction. Hernán Cortés précise que « [t]out Indien insoumis était cependant durement traité. […] tout Indien qui avait tué un Espagnol, toute population qui ne se laissait pas "pacifier", c'est-à-dire qui ne se soumettait pas au pouvoir espagnol et qui n'abandonnait pas ses croyances étaient réduits en esclavage ». En théorie, les travailleurs recevaient des avantages de la part des conquérants pour lesquels ils travaillaient, notamment la protection militaire et l'éducation, religieuse en particulier dans le cadre de l'évangélisation.

#### Repartimientos
Le régime des encomiendas a été remplacé par celui des repartimientos.

## Études et professionnels
De 1877 à 1878, la Revista de Legislación y Jurisprudencia de Ultramar publie des articles sur le droit aux colonies.